# Ерменерик (консул 465 г.)
Флавий Ерменерик или Херменерик (на латински: Flavius Herminericus; на гръцки: Ἐρμενἀριχος; Ἀρμενἐριχος) е военачалник и политик на Източната Римска империя през 5 век.

## Биография
Ерменерик е син на Аспар и брат на Ардабур (magister militum) и Флавий Патриций (цезар през 470 и 471 г.).
През 465 г. Ерменерик е консул заедно с Флавий Василиск. През 484 г. командва войниците на Руригия против консула и военачалника Ил, когато се бунтува против Зенон.